# Amt Diepholz

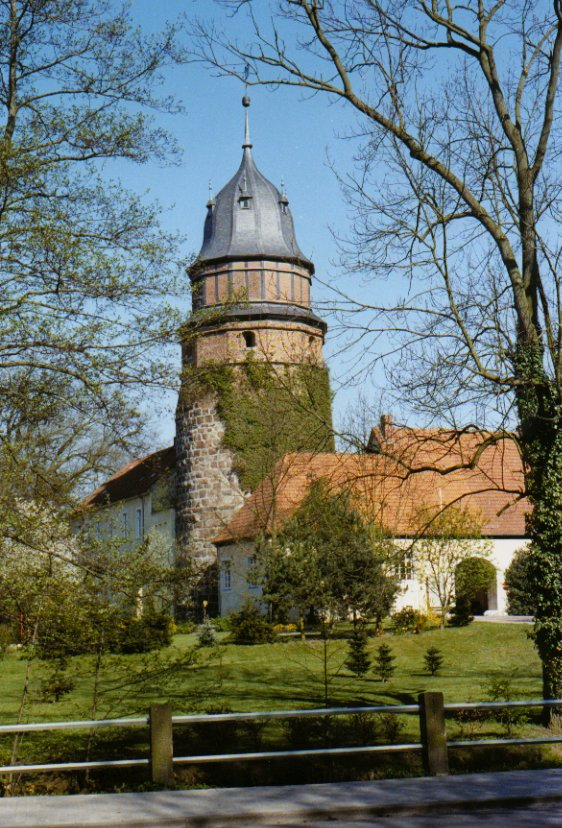
Schloss Diepholz, der Sitz der Amtsverwaltung

Das Amt Diepholz war ein historisches Verwaltungsgebiet, das nacheinander der Grafschaft Diepholz, den Fürstentümern Lüneburg und Calenberg, sowie dem Königreich Hannover bzw. der preußischen Provinz Hannover angehörte.

## Geschichte

Entwicklung des Amts Diepholz im 19. Jahrhundert

Den Kern des Amtes bildeten das zwischen 980 und 1030 als Wasserburg erbaute Schloss Diepholz und ihr Zubehör, das der Hauptsitz des gleichnamigen Edelherrengeschlechts (seit dem 16. Jahrhundert Grafen von Diepholz) war. Noch unter den Diepholzer Edelherren bildete sich im 14. Jahrhundert eine Amtsverfassung heraus, die ihr Territorium in die Ämter Diepholz, Lemförde und Auburg untergliederte.
Mit dem Erlöschen der Grafen von Diepholz (1585) fiel das Amt Diepholz an die lüneburgische Linie der Welfen, 1665 an Herzog Ernst August in seiner Funktion als Bischof von Osnabrück und über ihn 1679 an Calenberg-Hannover. Unter der Herrschaft der Welfen fand eine Grenzbereinigung gegenüber den benachbarten Landesherrschaften statt.
Nach dem Ende der Franzosenzeit (1807–1813) wurde das Amt in seinem früheren Umfang restituiert. Das bis dahin zweiherrige Kirchspiel Goldenstedt wurde 1817 so aufgeteilt, dass der größere Teil an das Großherzogtum Oldenburg und das rechts der Hunte gelegene Dorf Rüssen an das Amt Diepholz fiel. 1820 wurde das bisherige Amt Auburg aufgehoben und als Amtsvogtei in das Amt Diepholz eingegliedert. Im gleichen Jahr wurde das Kirchspiel Colnrade mit den Bauerschaften Austen, Colnrade, Beckstedt und Holtorf von Diepholz an das Amt Harpstedt abgegeben. 1852 wurde das Amt geteilt und erneut ein Amt Auburg geschaffen, das seinen Verwaltungssitz gleichfalls im Flecken Diepholz hatte. 1859 wurden die Ämter Auburg und Lemförde in das Amt Diepholz eingegliedert, das seit 1867 zusammen mit den Ämtern Freudenberg und Sulingen den (Steuer-)Kreis Diepholz bildete. Im Zuge der Verwaltungsreform von 1885 wurde das Amt in die Kreisverfassung überführt.

## Umfang
Bei seiner Aufhebung (1885) umfasste das Amt folgende Gemeinden
| - Aldorf (*) - Aschen - Barnstorf (*) - Barver (*) - Brockum (**) - Cornau | - Dickel - Diepholz/Willenberg - Dörpel (*) - Donstorf (*) - Dreeke (*) - Drentwede (*) | - Düste (*) - Eydelstedt (*) - Heede - Hemsloh - Hüde (**) - Lembruch (**) | - Lemförde (**) - Marl (**) - Quernheim (**) - Rechtern (*) - Jacobidrebber - Mariendrebber | - Rehden - Sankt Hülfe - Stemshorn (**) - Wagenfeld (*) - Wetschen - Wohlstreck (*) |

(*) 1852–1859 zum Amt Auburg; (**) bis 1859 zum Amt Lemförde
- Karte mit allen verlinkten Seiten:
- OSM |
- WikiMap

## Amtmänner
- -1702: Leonard von Dohren, Oberamtmann
- 1797–1837 Hans Ernst Bütemeister, Amtmann, ab 1818 Oberamtmann (1824 Diepholzer Ehrenbürger)
- 1838: vakant
- 1840–1856: Claus Ernst Friedrich Tiedemann, Amtmann, ab 1853 Oberamtmann
- 1859–1885: Moritz Denicke, Amtmann, ab 1867 auch Kreishauptmann